# Rofrano
Rofrano ist eine süditalienische Gemeinde (comune) mit 1271 Einwohnern (Stand: 31. Dezember 2023) in der Provinz Salerno im Cilento in der Region Kampanien. Er ist Teil der Comunità Montana Zona del Lambro e del Mingardo.

## Geografie

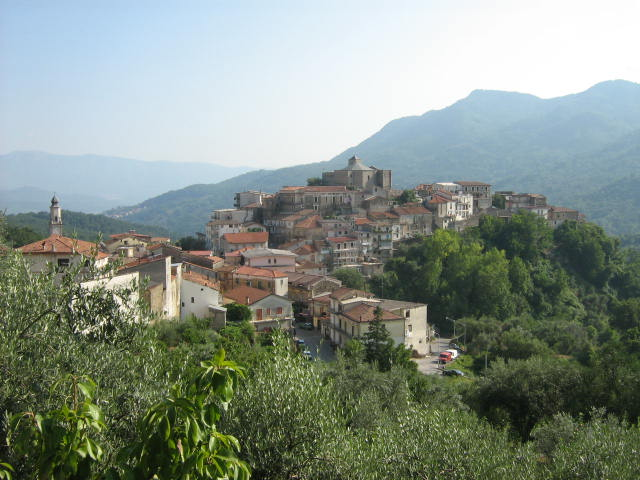
Panorama

Rofrano liegt südöstlich von Salerno. Das Gemeindegebiet umfasst eine Fläche von 63,59 km². Der Ort liegt auf einer Höhe von 450 Metern über dem Meer. Die Nachbargemeinden sind Alfano, Caselle in Pittari, Laurino, Laurito, Montano Antilia, Novi Velia, Roccagloriosa, Sanza, Torre Orsaia und Valle dell’Angelo. Die Ortsteile (frazioni) sind Abbenante, Cerreto, Fornillo, Pozzillo Borsito, Provitera, San Leo, San Menale, Tressanti und Treppaoli.